# الفتاة القوية نام سون
الفتاة القوية نام سون (بالكورية: 힘쎈여자 강남순) هو مسلسل تلفزيوني كوري جنوبي، من بطولة لي يو مي، كيم جونغ اون ، كيم هاي سوك، اونغ سيونغ وو وبيون وو سيوك. عرض على JTBC في 7 اكتوبر الى 26 نوفمبر 2023، يتم بثه كل يومي السبت والاحد الساعة 22:30 (KST). وهو متاحً أيضًا على نتفليكس في مناطق محددة.

## القصة
يروي المسلسل قصة جانغ نام سون (لي يو مي) التي فُقدت عندما كانت طفلة في منغوليا. بعد أن كبرت، تسافر إلى كوريا الجنوبية للعثور على والديها حيث تقابل والدتها جانغ جيون جو (كيم جونغ-اون) في جانجنام جو، وجيل جونج جان (كيم هاي-سوك)، جدتها. تقع نام-فورًا جنبًا إلى جنب مع والدتها وجدتها في في قضية مخدرات، يتم التحقيق فيها من قبل المحقق جانغ هي-سيك (أونج سيونج-وو). والذي يقع لاحقًا في حب نام-سون.

## طاقم

### رئيسي
- لي يو مي في دور جانغ نام سون[6]

ابنة العم السادس لدو بونغ سون. مثل ابنة عمها، ولدت بقوة خارقة ورثتها من والدتها وجدتها.
- كيم جونغ اون في دور جانغ جيون جو[7]

والدة نام سون الثرية التي تعيش في جانجنام غو. مثل ابنتها، ولدت بقوة خارقة.
- كيم هاي سوك في دور جيل جونغ جون[7]

جدة نام سون وأم جانغ جيون جو. ولدت بقوة خارقة، مثل ابنتها وحفيدتها .
- اونغ سيونج وو في دور جانج هي-سيك[8]

محقق متخصص في التحقيق في قضايا المخدرات في جانغنام غو.
- بيون وو سيوك في دور ريو شي أوه[9]

### دور داعم
- لي سيونغ جون في دور جانغ بونغ جو: زوج جيوم جو السابق.[10]
- جيونغ بو سيوك في دور سيو جون هي: باريستا مسن يتمتع بظهر شبابي.[10]
- لي جونغ أوك في دور كيم نام جيل: سكرتير جيوم جو المخلص.[11]
- جو وو جاي في دور جي هيون سو: شخص بلا مأوى ينخرط مع نام سون.[12]
- جيونغ سيونغ جيل في دور ها دونج سيوك: قائد فريق التحقيق في قضايا المخدرات في قسم شرطة منطقة نهر جانجنام هان.[13]
- يونغ-تايك[14]
- كيم سي هيون[15]
- لي هي-جين[16]

### ظهور خاص
- بارك بو يونغ - بونغ سون[17]
- بارك هيونغ شيك - مين هيوك[17]

## المشاهدات
| الموسم | الموسم | رقم الحلقة | رقم الحلقة | رقم الحلقة | رقم الحلقة | رقم الحلقة | رقم الحلقة | رقم الحلقة | رقم الحلقة | رقم الحلقة | رقم الحلقة | رقم الحلقة | رقم الحلقة | رقم الحلقة | رقم الحلقة | رقم الحلقة | رقم الحلقة | المتوسط |
| الموسم | الموسم | 1          | 2          | 3          | 4          | 5          | 6          | 7          | 8          | 9          | 10         | 11         | 12         | 13         | 14         | 15         | 16         | المتوسط |
| ------ | ------ | ---------- | ---------- | ---------- | ---------- | ---------- | ---------- | ---------- | ---------- | ---------- | ---------- | ---------- | ---------- | ---------- | ---------- | ---------- | ---------- | ------- |
|        | 1      | 1.154      | 1.558      | 2.052      | 2.318      | 1.879      | 2.134      | 1.811      | 2.123      | 1.811      | 2.138      | 1.934      | 2.200      | 1.871      | 2.080      | 2.242      | 2.652      | 1.750   |

| الحلقات | تاريخ البث     | تقييمات (نيلسن كوريا) | تقييمات (نيلسن كوريا) |
| الحلقات | تاريخ البث     | على الصعيد الوطني     | سيئول                 |
| ------- | -------------- | --------------------- | --------------------- |
| 1       | 7 أكتوبر 2023  | 4.296%                | 4.822%                |
| 2       | 8 أكتوبر 2023  | 6.062%                | 5.848%                |
| 3       | 14 أكتوبر 2023 | 8.002%                | 8.950%                |
| 4       | 15 أكتوبر 2023 | 9.760%                | 10.547%               |
| 5       | 21 أكتوبر 2023 | 7.278%                | 7.928%                |
| 6       | 22 أكتوبر 2023 | 8.096%                | 8.402%                |
| 7       | 28 اكتوبر 2023 | 7.344%                | 8.395%                |
| 8       | 29 أكتوبر 2023 | 8.472%                | 9.050%                |
| 9       | 4 نوفمبر 2023  | 7.139%                | 7.688%                |
| 10      | 5 نوفمبر 2023  | 8.720%                | 9.292%                |
| 11      | 11 نوفمبر 2023 | 7.571%                | 7.890%                |
| 12      | 12 نوفمبر 2023 | 8.474%                | 9.014%                |
| 13      | 18 نوفمبر 2023 | 7.381%                | 8.294%                |
| 14      | 19 نوفمبر 2023 | 8.986%                | 9.553%                |
| 15      | 25 نوفمبر 2023 | 8.989%                | 9.605%                |
| 16      | 26 نوفمبر 2023 | 10.420%               | 11.108%               |
| متوسط   | متوسط          | 7.937%                | 8.524%                |

## الإنتاج

### صناعة
المسلسل من كتابة بايك ان كيونغ، التي كتبت العمل السابق المرأة القوية دو بونغ سون ، كتبت ايضاً مسلسلات مثل إمرأة ذات كرامة، ملكي. ومن انتاج جي تي بي سي إستوديوز، بتعاون مع بارونسون سي أند سي و الاستوديو التابع ستوري فينيكس، المسلسل عبارة عن تتمة للموسم الاول.

### طاقم
في يونيو 2022 ، تم تأكيد تشكيلة طاقم التمثيل الرئيسي للمسلسل.

## روابط خارجية
- الموقع الرسمي
 (بالكورية)
- الفتاة القوية نام سون على موقع IMDb (الإنجليزية)
- الفتاة القوية نام سون على موقع نتفليكس (الإنجليزية)
- الفتاة القوية نام سون على موقع قاعدة بيانات الفيلم (الإنجليزية)
- الفتاة القوية نام سون على هانسينما